# Ivan Sutherland

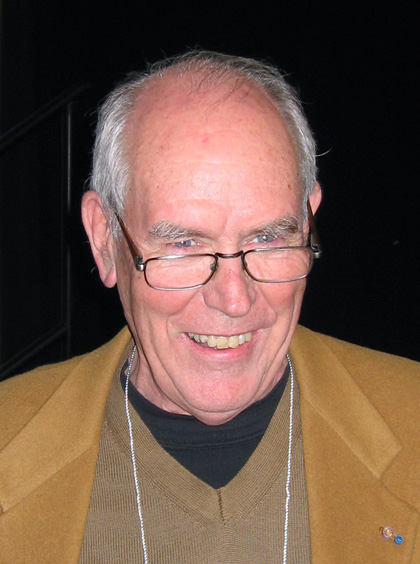
Ivan Sutherland 2008

Ivan Edward Sutherland (* 16. Mai 1938 in Hastings, Nebraska) ist ein Pionier der Computergrafik. Sein Programm Sketchpad, das er im Rahmen seiner Doktorarbeit 1963 am MIT entwickelte, gilt als eine der ersten interaktiven Grafikanwendungen. Er entwickelte zudem das erste Virtual-Reality-System und den Algorithmus von Cohen-Sutherland und erhielt 1988 den Turing Award für seine Leistungen in der Computergrafik.

## Leben
Sutherland studierte Elektrotechnik mit dem Bachelor-Abschluss 1959 am Carnegie Institute of Technology, Master 1960 am California Institute of Technology und Ph.D. 1963 am MIT.
Sutherland war von 1966 bis 1967 Professor an der Harvard University, 1968 bis 1976 an der University of Utah und 1976 bis 1980 am California Institute of Technology.
1968 gründete er mit David Evans das Unternehmen Evans & Sutherland, und 1980 mit Bob Sproull Sutherland, Sproull and Associates, was 1990 von Sun Microsystems aufgekauft wurde. Sutherland ist bei Sun heute Fellow und Vice President emeritus, und seit 2009 gleichzeitig Gastwissenschaftler an der Portland State University.

## Auszeichnungen (Auswahl)
- 1973: Member der National Academy of Engineering[1]
- 1978: Member der National Academy of Sciences[2]
- 1986: IEEE Emanuel R. Piore Award
- 1988: Turing Award
- 1994: EFF Pioneer Award und Fellow der ACM[3]
- 1994: Aufnahme in die American Academy of Arts and Sciences
- 1966: ComputerWorld Smithsonian Award
- 1998: John-von-Neumann-Medaille
- 2004: R&D 100 Awards
- 2005: Fellow des Computer History Museum
- 2012: Kyoto Prize
- 2016: National Inventors Hall of Fame
- 2018: BBVA Foundation Frontiers of Knowledge Award